# Cacique Ariacaiquín
Cacique Ariacaiquín es una localidad argentina ubicada en el departamento San Javier de la provincia de Santa Fe. Se encuentra sobre la ruta provincial 60, a 2 km del río Saladillo. La localidad (originalmente denominada Km 125) se formó sobre una estación de ferrocarril del Ramal C1 del Ferrocarril General Belgrano, hoy levantada.
El nombre responde a un cacique mocoví convertido al cristianismo en el siglo XVIII.

## Población
Cuenta con 378 habitantes (Indec, 2022), lo que representa un aumento frente a los 361 habitantes (Indec, 2010) del censo anterior.
| Gráfica de evolución demográfica de Cacique Ariacaiquín entre 1991 y 2022 |
|                                                                           |
| Fuente: Censos nacionales del INDEC                                       |